# Оберн (Кентуккі)
Оберн (англ. Auburn) — місто (англ. city) в США, в окрузі Лоґан штату Кентуккі. Населення — 1589 осіб (2020). Свою назву отримало у 1860-х на честь Оберна, штат Нью-Йорк.

## Географія
Оберн розташований за координатами 36°51′48″ пн. ш. 86°42′56″ зх. д. / 36.86333° пн. ш. 86.71556° зх. д. (36.863223, -86.715540).  За даними Бюро перепису населення США в 2010 році місто мало площу 4,19 км², з яких 4,18 км² — суходіл та 0,00 км² — водойми. В 2017 році площа становила 4,82 км², з яких 4,82 км² — суходіл та 0,00 км² — водойми.

## Демографія

### Перепис 2010
Згідно з переписом 2010 року, у місті мешкало 1340 осіб у 543 домогосподарствах у складі 347 родин. Густота населення становила 320 осіб/км².  Було 629 помешкань (150/км²).
Расовий склад населення:
| - 90,8 % — білих - 6,8 % — чорних або афроамериканців - 0,3 % — азіатів - 0,1 % — корінних американців |

До двох чи більше рас належало 1,3 %. Частка іспаномовних становила 1,3 % від усіх жителів.
За віковим діапазоном населення розподілялося таким чином: 26,0 % — особи молодші 18 років, 54,9 % — особи у віці 18—64 років, 19,1 % — особи у віці 65 років та старші. Медіана віку мешканця становила 39,8 року. На 100 осіб жіночої статі у місті припадало 82,8 чоловіків;  на 100 жінок у віці від 18 років та старших — 82,0 чоловіків також старших 18 років.
Середній дохід на одне домашнє господарство  становив 40 006 доларів США (медіана — 28 819), а середній дохід на одну сім'ю — 48 126 доларів (медіана — 38 750). Медіана доходів становила 39 508 доларів для чоловіків та 30 556 доларів для жінок. За межею бідності перебувало 22,6 % осіб, у тому числі 29,6 % дітей у віці до 18 років та 10,5 % осіб у віці 65 років та старших.
Цивільне працевлаштоване населення становило 544 особи. Основні галузі зайнятості: виробництво — 33,3 %, освіта, охорона здоров'я та соціальна допомога — 23,9 %, публічна адміністрація — 8,3 %, роздрібна торгівля — 7,2 %.

### Перепис 2000
За переписом 2000 року в Оберні проживає 1,444 людини, є 584 домогосподарства та 397 сімей, що проживають в місті. Густота населення 317.3 осіб/км². У місті 653 одиниці житла із середньою щільністю 143.3 осіб/Км². Расовий склад складається з 90,86% білих, 6,86% афроамериканців, 0,14% корінних американців, 0,14% азіатів, 2,01% — дві або більше рас. Латиноамериканців будь-якої раси — 0,69%.
У місті існує 584 домогосподарства, у яких 32,2% сімей мають дітей віком до 18 років, які проживають з ними, мається 50,5% подружніх пар, що живуть разом, 12,7% жінок проживають без чоловіків, а 32,0% не мають родини. 29,3% всіх домогосподарств складаються з окремих осіб і 15,4% є самотні люди у віці 65 років та старше. Середній розмір домогосподарства 2.36, середній розмір родини 2.88.
У місті проживає 23,6% населення віком до 18 років, 8,0% з 18 до 24 років, 28,8% з 25 до 44 років, 19,7% від 45 до 64 років і 19,8% від 65 років та старше. Середній вік становить 38 років. На кожні 100 жінок припадає 79.6 чоловіків. На кожні 100 жінок у віці 18 років та старше припадає 76.8 чоловіків.
Середній дохід на домогосподарство становить $30,500, середній дохід на сім'ю $38,173. Чоловіки мають середній дохід $28,365 проти $20,000 у жінок. Дохід на душу населення в місті дорівнює $14,779. 11,3% сімей або 15,1% населення живуть за межею бідності, у тому числі 17,3% з них молодше 18 років і 18,9% у віці 65 років та старше.